# 콩트
콩트(conte)는 단편 소설보다도 더 짧은 소설을 의미하며 유머, 풍자, 기지를 담고 있다. 판타지나 위트를 특징으로 하는 짧은 이야기의 문학 장르이다.
코미디 프로그램에서 한 회차를 콩트라고 많이 불렸다.

## 같이 보기
- 앤솔러지
- 플래시 픽션
- 문예지